# Balance de oxígeno
El balance de oxígeno (OB o OB%) mide la existencia de la cantidad de dioxígeno necesaria para conseguir una oxidación completa de los productos de reacción. Una sustancia, o mezcla de sustancias, con un balance de oxígeno equilibrado puede realizar la oxidación completa de forma autónoma; es decir: si se calienta en un recipiente sellado sin suministro externo de dioxígeno quedan productos completamente oxidados, completamente quemados, sin restos de agente oxidante. Si queda dioxígeno sin reaccionar se considera que hay un exceso de dioxígeno y si quedan sustancias sin reaccionar o parcialmente oxidadas hay un defecto de dioxígeno. Es una característica que se emplea bastante en explosivos.

## Explosivos

### Cálculo
El balance de oxígeno se calcula a partir de la fórmula empírica del explosivo el porcentaje de dioxígeno requerido para convertir completamente el carbono a dióxido de carbono, hidrógeno a agua, y el metal al óxido de metal. El dinitrógeno queda como gas. Y luego se compara con el dioxígeno presente. 
El procedimiento para calcular el balance de oxígeno en términos de 100 gramos del material explosivo es determinar el número de moles de dioxígeno que son exceso o deficiencia de 100 gramos de un compuesto.

{\displaystyle OB\%={\frac {-1600}{peso.molecular}}\times (2X+(Y/2)+M-Z)}

siendo X = número de átomos de carbono, Y = número de átomos de hidrógeno, Z = número de átomos de oxígeno, y M = número de átomos de metal (óxido metálico producido).

Estructura del trinitrotolueno TNT

En el caso del TNT (C7H5(NO2 )3 ), siendo la masa molecular (antiguamente peso molecular)= 227,1, X = 7 (número de átomos de carbono), Y = 5 (número de átomos de hidrógeno) y Z = 6 (número de átomos de oxígeno), se tiene:
OB% = −74% para el TNT

## Clasificación de explosivos según OB
El balance de oxígeno permite dividir los explosivos en tres grupos:
- OB negativo, cuando el compuesto o mezcla no contiene suficiente oxígeno y el contenido de carbono no se oxida en su totalidad sino que lo hace como monóxido de carbono. En casos extremos se puede liberar carbono elemental y dihidrógeno. El TNT explota según la reacción química:

{\displaystyle \mathrm {2C_{7}H_{5}N_{3}O_{6}\rightarrow 3N_{2}+5H_{2}O+7CO+7C} }

La ecuación muestra que la explosión del TNT forma monóxido de carbono y carbono elemental. El balance de oxígeno es de sólo el -74 %. Estos explosivos pueden formar una bola de fuego donde se acaba la reducción con el dioxígeno del aire. En medios donde no hay dioxígeno, como debajo del agua pierde poder. Si se mezclan con un explosivo de balance positivo - por ejemplo, nitrato de amonio- aumenta la energía liberada por la explosión.
- OB nulo, cuando el balance de oxígeno es cero el compuesto químico, o la mezcla, tiene exactamente la cantidad de oxígeno necesaria para que el contenido de carbono se convierta en dióxido de carbono y el de hidrógeno en agua. En principio, este es el estado más explosivo. En teoría, la liberación de energía es máxima. El nitroglicol explota según la fórmula química:

{\displaystyle \mathrm {C_{2}H_{4}N_{2}O_{6}\rightarrow N_{2}+2H_{2}O+2CO_{2}} }

- OB positivo, cuando el equilibrio de oxígeno es positivo el compuesto, o mezcla, genera un exceso de oxígeno cuando explota. En principio, esto no produce una liberación de energía adicional, ya que tenemos todo el carbono y hidrógeno en el estado de máxima oxidación. Además este oxígeno no interactúa con el ambiente para continuar la reacción. Aunque un ligero exceso permite que la oxidación completa se realice de forma real, lo que aumenta la energía. El hexanitrato de manitol explota según la fórmula química:

{\displaystyle \mathrm {C_{6}H_{8}N_{6}O_{18}\rightarrow 3N_{2}+4H_{2}O+6CO_{2}+O_{2}} }

### Balance de oxígeno de algunos explosivos
| Nombre             | OB %    |
| ------------------ | ------- |
| Trinitrotolueno    | −73.9 % |
| Hexanitroestilbeno | −67.5 % |
| Tetril             | −47.4 % |
| Ácido pícrico      | −45.4 % |
| Nitrometano        | −39.3 % |
| Nitrocelulosa      | −24.2 % |
| Hexógeno           | −21.6 % |
| Octógeno           | −21.6 % |
| CL-20              | −11.0 % |
| Nitrato de metilo  | −10.4 % |
| Pent               | −10.1 % |

| Nombre           | OB |
| ---------------- | -- |
| Nitroglicol      | 0  |
| Hexanitrobenceno | 0  |
| Octanitrocubano  | 0  |

| Nombre                 | OB     |
| ---------------------- | ------ |
| Nitroglicerina         | 3.5 %  |
| Hexanitrato de manitol | 7.1 %  |
| Clorato de amonio      | 15.8 % |
| Nitrato de amonio      | 20.0 % |
| Perclorato de amonio   | 27.2 % |
| Clorato de potasio     | 32.6 % |
| Nitrato de potasio     | 39.6 % |
| Perclorato de potasio  | 40.4 % |
| Tetranitrometano       | 49.0 % |

## Otros usos
El balance de oxígeno, no solo se emplea en explosivos, sino también en otro tipo de combustiones. En los sistemas de calefacción y los motores de combustión interna que utilicen combustibles que se queman con el dioxígeno del aire y usan la energía liberada para la calefacción o para la realización de un trabajo mecánico, es importante para la mejor utilización posible de la energía química almacenada en el combustible una relación cuantitativa adecuada de aire de combustión y combustible (la cantidad de aire mínima que por unidad de masa de combustible se necesita para la combustión completa, el requerimiento de aire mínimo). La relación entre la cantidad de aire real alimentado y la cantidad requerida teóricamente para la combustión completa es la relación de aire y por lo general se llama λ. Una combustión ideal, que sigue una relación de aire estequiométrica, tiene un λ = 1 . Las mezclas de combustible y aire que contienen un exceso de combustible se llaman mezcla rica, λ < 1, mientras que aquellas con un exceso de aire se llama mezcla pobre, λ > 1.